# Böddenstedter Mühle
Böddenstedter Mühle ist ein Wohnplatz der Hansestadt Salzwedel im Altmarkkreis Salzwedel in Sachsen-Anhalt.

## Geographie
Der Wohnplatz Böddenstedter Mühle liegt am südwestlichen Rand der Stadt Salzwedel an der Salzwedeler Dumme.

## Geschichte

### Mittelalter bis Neuzeit
Im Jahre 1282 schenkte Markgraf Albrecht die Böddenstedter Mühle der Gewandschneidergilde der Altstadt Salzwedel. Wörtlich heißt es in der Urkunde aus dem Salzwedeler Archiv: molendinum adiacens lapideo ponti iuxta uillam bodenstede.
Im Landbuch der Mark Brandenburg von 1375 wird die Mühle in Böddenstedt als De molendino in Bodenstede aufgeführt. In Akten im Brandenburgischen Landeshauptarchiv wird 1593 Der Müller zue Böddenstett aufgeführt, 1693 hieß es: Die Mühle ist wüst, also unbewohnt. 1745 gab es wieder eine Wassermühle mit zwei Mahlgängen. Die Böddenstedtsche Mühle bestand 1820 aus einem Krug, einer Wassermahlmühle und einer Windmühle.
Bereits 1873 war die Bezeichnung Böddenstedter Mühle üblich. Der Ort wurde zuletzt 1957 als Wohnplatz von Salzwedel genannt und war 1995 nicht mehr vorhanden.
Im Sachsen-Anhalt-Viewer ist der Ort im Jahre 2019 wieder aufgeführt.

### Einwohnerentwicklung
| Jahr | Einwohner |
| ---- | --------- |
| 1818 | 6         |
| 1885 | 7         |
| 1895 | 5         |
| 1905 | 4         |

Quelle: